# Gaipare
Le Gaipare est une association d'épargnants.

## Historique
L'association est créée en 1983.
Présidents successifs :
- François Perrin-Pelletier (1993-2007)[2],[3]
- Jean-Paul Jacamon (2007-2016)[4]
- Jean Berthon (2016-2022)[5]
- Georges Richelme (élu en 2022)[6]

## Objectifs de l'association
Tout comme l'Afer, le Gaipare rassemble des épargnants qui souhaitent recevoir le meilleur rendement possible de leur épargne, et la meilleure information. Gaipare confie la gestion de l'épargne des adhérents aux AGF, devenu Allianz France en 2009, sous la forme de fonds d'assurance vie.
Gaipare a créé plusieurs contrats, dont chacun repose sur plusieurs fonds, avec des possibilités d'arbitrage. 
Quoique la gestion des fonds multisupports soit assurée par Allianz France, c'est Gaipare qui fixe la rente annuelle versée aux adhérents pour le fonds euros du contrat d’assurance vie, en prélevant une partie des produits d'épargne pour alimenter un compte de réserves. D'autre part, le fonds en euros Gaipare est isolé dans les comptes de Allianz France.

## Distinctions
- Le fonds Gaipare remporte en 2017 la Victoire d’or décernée par le magazine Le Particulier[11],[12].
- En 2021, Gaipare Selectissimo obtient le Trophée d'Or des PER individuels du Revenu[13].